# Lundtofte
Lundtofte ist eine auf Sjælland, nördlich von Kongens Lyngby gelegene Stadt in der Lyngby-Taarbæk Kommune. Die Stadt wird von der Eisenbahnlinie Nærumbanen, dem Fluss Mølleåen, der Dänemarks Technischen Universität (DTU) und der Autobahn Helsingørmotorvejen begrenzt.
Im Industriegebiet von Lundtofte haben große Unternehmen wie Haldor Topsøe und IBM ihren Hauptsitz bzw. eine große Niederlassung. Die Dänemarks Technische Universität (DTU) befindet sich auf dem Gelände des ehemaligen Lundtofte Flyveplads (Lundtofte Aerodrome), einem ehemaligen Flughafen, der zuvor sowohl militärisch als auch zivil genutzt wurde.

## Transport
Die Stadt ist über mehrere Buslinien und die Eisenbahnlinie Nærumbanen, die Haltestellen in Brede, Ørholm und Ravnholm hat, erreichbar. Eine Stadtbahnstation am Lundtofte-Park ist an der Stelle, wo früher ein Platz für eine S-Bahn-Station vorgesehen war, geplant.

## Statistik
Der Ort hat 7.632 Einwohner und weist eine Fläche von 8000,243 km² auf.

## Persönlichkeiten
- Niels Bøgholm (1873–1957), Anglist und Hochschullehrer
- Brita Drewsen (1887–1983), schwedische Künstlerin und Geschäftsfrau, die ihr Arbeitsleben in Dänemark verbrachte und Heimtextilien und Kunsthandwerk herstellte
- Hedevig Rasmussen-Gjørling (1902–1985), dänische Freistilschwimmerin, die an den Olympischen Sommerspielen 1924 teilnahm